# Édouard-Alexandre Bernard
Pour les articles homonymes, voir Bernard.
Édouard-Alexandre Bernard dit aussi Édouard Bernard, né le 20 mars 1879 à Saint-Lubin-des-Joncherets (Eure-et-Loir) et mort le 30 novembre 1950  en Seine-et-Marne, est un artiste peintre, affichiste, caricaturiste, graveur et dessinateur français.

## Biographie
Édouard Bernard commence à produire des affiches dès 1901, travaillant avec le lithographe-imprimeur Bataille (Paris) ; il fut un affichiste fécond jusque dans les années 1930. Caricaturiste plein d'esprit, il expose au Salon des humoristes entre 1907 et 1910 et collabore à des périodiques tels que L'Assiette au beurre (coordonnant les no 277 en 1906 et no 495 en 1907), L'Humoriste, Le Sourire, Fantasio, Le Rire, ou encore L'Amour, une revue leste diffusée par abonnement.
Dès avant 1914, il illustre en effet de nombreux ouvrages érotiques qu'il signe de divers pseudonymes dont « G. Whip » et « W. Floger », exercice qu'il poursuit après 1918. Ses illustrations très soignées seront reprises et réimprimées dans des rééditions « sous le manteau » jusque dans les années 1950 et frappées d'interdiction. Bernard exécuta également quelques recueils de cartes postales illustrées ainsi que des albums sur le cabaret dansant.
Son atelier parisien après la Première Guerre mondiale se trouvait au 44 rue de Lancry.

## Œuvre

### Affiches
- Silexore L.M Remise à neuf des façades... (1901)
- Casino de Paris : Cherchez la femme. Revue (1903)
- Tire au Flanc (1905)
- Ascot Cycles (1906)
- Le Carillon. Tous les soirs la revue chansonniers (1908)
- L'Oiseau de nuit, mimodrame en un acte de J. Alène et G. Wague avec Colette (1911)
- Arlette Montal (1914)
- Souscrivez à l'emprunt de la libération (1919)
- Corset Idéale (1922)
- Ici Black & Decker (1930)
- Agence officielle des automobiles Ford
- Casino de Paris Samedi 27 février Redoute masquée
- Le Pavois, se prend à l'eau ou au cassis
- Un Pavois, sec à l'eau ou sans cassis ?
- Butte-Pinson, Bal, Moulin de la Galette
- Vins Royor. Prosper
- Rhum Dog vieux Martinique
- Crème Éclipse
- La Pie qui chante
- Savon La Perdrix

### Ouvrages illustrés
Sans date :
- Histoires & scènes humoristiques, contes moraux, merveilleux : « La première cigarette » (no 19) et « Le Bon Polichinelle » (no 41), Série aux armes d’Épinal, Imagerie Pellerin, [1890-1900]

La plupart des auteurs publient ici sous pseudonyme :
- Charles Montfort, Le Journal d'une saphiste, Charles Offenstadt, 1902.
- Les Noctambules, revue lithographiée du cabaret éponyme situé 7 rue Champollion (1905-1906).
- Victor Joze [Joze Dobrski de Jastzebiec (1861-1933)], Madame Prudhomme, roman de mœurs, Les Publications modernes, 1907.
- Lionne de Lespinasse, Vierges de tripots, roman de mœurs, Les Publications modernes, 1908.
- Jean de Merlin, Les Amants d'Amanda, Les Publications modernes, 1908.
- Yvan Kermor, Bas de Soie. Voluptés nouvelles, Librairie des éditions modernes, 1909.
- Tristan Bernard, Nicolas Bergère, Paris, Calmann-Lévy, [1911].
- Gyp, Miquette, « Nouvelle Collection illustrée », Paris, Calmann-Lévy, 1919.
- Georges de Chanrosay, Petite Marquise. Roman vécu étudiant la psychologie de la jeune femme adepte des verges, Librairie des éditions modernes, [1912-1920] ; rééd. sous le titre Aline ou La Docile pervertie. Roman vécu [1935].
- Junia Letty, Les Aventures amoureuses d'une princesse russe, Librairie des éditions modernes, 1920.
- Georges de Chanrosay, Jupes courtes avec une suite de lettres curieuses. Roman vécu, Librairie des éditions modernes, [1935].
- Léonce Bourliaguet, Trois étoiles filantes, Paris, Société universitaire d'éditions et de librairie (Impr. l'Émancipatrice), 1958 [reprint ?].